# Rovdjuret

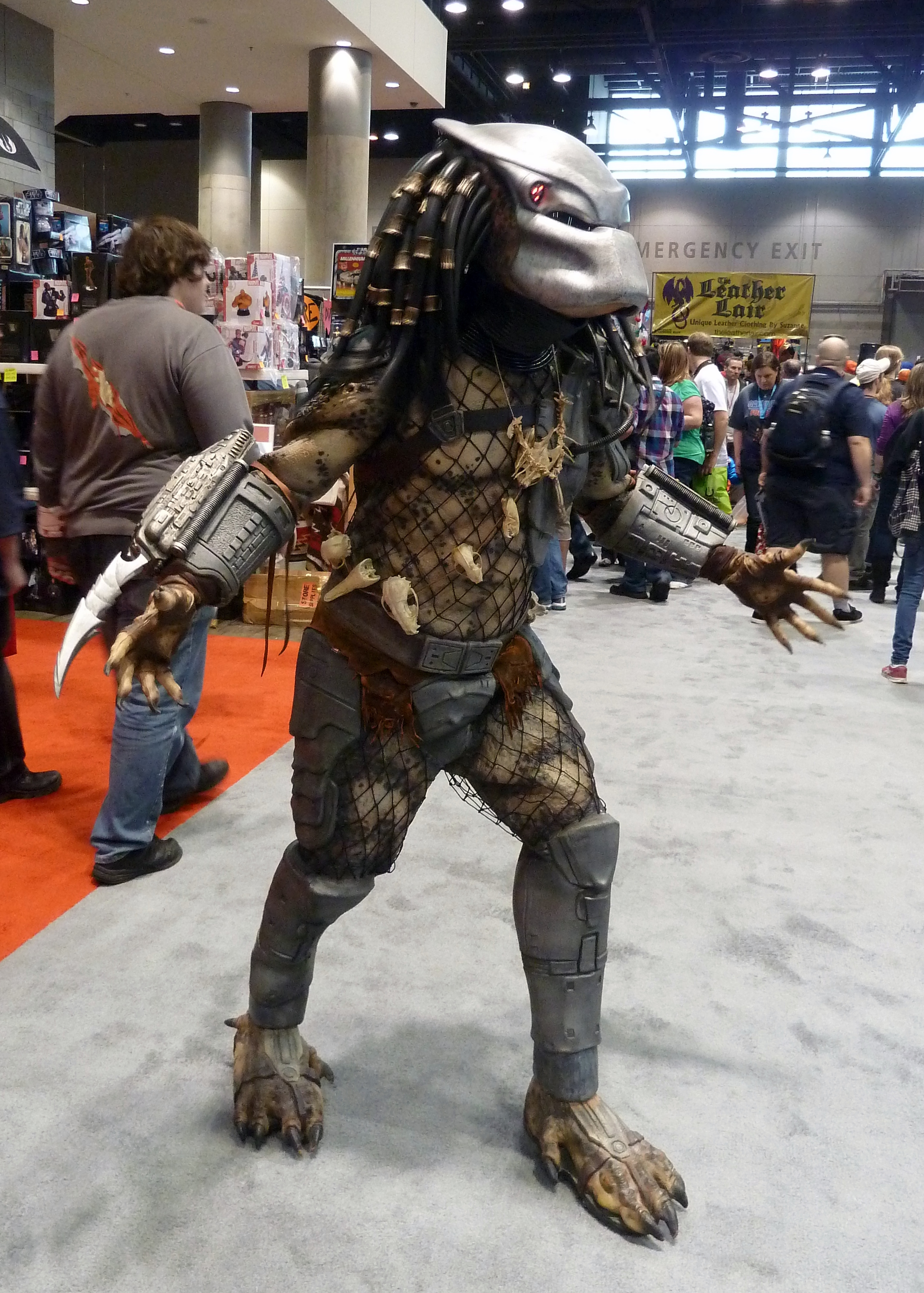
Man utklädd till Rovdjuret.

Rovdjuret (engelska: Predator) är en amerikansk science fiction-actionfilm som hade biopremiär i USA den 12 juni 1987, i regi av John McTiernan med Arnold Schwarzenegger i huvudrollen.

## Handling
En grupp kommandosoldater kallas in för ett räddningsuppdrag i Centralamerika ledda av major Alan "Dutch" Schaeffer (Arnold Schwarzenegger). Gruppen släpps ner i Guatemalas djungel innanför gränsen i fiendeland för att där spåra överlevande från en helikopter som skjutits ner. Till en början går allt som planerat, och man finner det gerillanäste där gisslan hålls.
Kommandosoldaterna blir emellertid varse att gerillasoldaterna i lägret är oskyldiga, då den ansvariga inte synes vara mänsklig. Plötsligt blir en i gruppen brutalt dödad, därefter ännu en, och sedan allt fler. Gruppen blir jagad av en fiende som inte är från djungeln – det visar sig att "Rovdjuret" inte ens kommer från samma planet.

## Rollista
| Arnold Schwarzenegger | – Major Alan "Dutch" Schaeffer |
| Carl Weathers         | – Major George Dillon          |
| Elpidia Carrillo      | – Anna                         |
| Bill Duke             | – Sergeant "Mac" Eliot         |
| Jesse Ventura         | – Blain                        |
| Sonny Landham         | – Billy                        |
| Richard Chaves        | – Poncho Ramirez               |
| Shane Black           | – Hawkins                      |
| R.G. Armstrong        | – General Phillips             |
| Kevin Peter Hall      | – Rovdjuret                    |

## Produktion, distribution och fortsättning
Rovdjuret regisserades av John McTiernan och blev hans första succéfilm.
Några månader efter filmen Rocky IV:s premiär i november 1985 började folk skämta om att uppföljaren till denna skulle handla om hur Rocky slogs mot en utomjording. Manusförfattarna Jim och John Thomas tog fasta på detta och skrev ett seriöst manus kring idén. Bröderna Thomas döpte först filmen till Hunter, men bytte titeln till Predator när de fick reda på hur monstret skulle se ut.
I slutet av filmen syns en svart helikopterpilot spelad av Kevin Peter Hall, som även spelar monstret.

### Specialeffekter
Monstret och specialeffekterna skapades av Stan Winston.
När monstret skall upplevas i det närmaste osynligt använde man vid inspelningen en skådespelare i en tajt, röd dräkt för att spela monstret. Detta eftersom rött ligger nära en förstärkande komplementfärg för både den gröna djungeln och blå himlen. Sedan redigerade man bort det röda med chroma key-teknik. När monstret hoppar från träd till träd är figuren i filmen helt datoranimerad, men det fanns ursprungligen en idé att i stället låta en apa i röd dräkt genomföra arbetet. Detta visade sig dock inte gå att genomföra. Filmen nominerades till en Oscar för bästa specialeffekter.

### Distribution
Filmen hade Finlandspremiär den 16 oktober 1987 och Sverigepremiär den 23 oktober samma år.

### Uppföljare
1990 fick filmen en uppföljare i Rovdjuret 2, som dock utspelar sig i Los Angeles istället för Centralamerikas djungel. Arnold Schwarzenegger skulle vara med i uppföljaren, men han tyckte varken om manuset eller att filmen utspelade sig i en stad. Han började istället arbeta med James Camerons Terminator 2 - Domedagen.
Den 6 augusti 2010 kom ytterligare en uppföljare vid namn Predators med Adrien Brody i en av huvudrollerna. Robert Rodriguez producerade och var en av manusförfattarna bakom projektet som regisserades av Nimród Antal. En av karaktärerna refererar till händelserna i den här filmen när de försöker identifiera varelsen.